# Maison d'Amsberg
La maison von Amsberg est une famille de petite noblesse allemande originaire du Mecklembourg. Ses membres les plus notables sont le prince Claus (1926-2002), consort de la reine Beatrix et son fils le roi Willem-Alexander.

## Historique
La famille descend de Jürgen Amtsberg (mort en 1686), maître forgeron au village de Schwichtenberg (faisant partie de la commune actuelle de Borrentin) dans le duché de Mecklembourg-Güstrow. Son arrière-petit-fils Johann David Theodor August (1747–1820), pasteur à Kavelstorf près de Rostock, a pris le nom, dès 1795, de von Amsberg sans qu'il ait été anobli formellement. Ce n'est que depuis le 22 octobre 1891 que la dynastie dispose de l'autorisation officielle de Mecklembourg-Schwerin pour utiliser ce titre de noblesse.
Claus von Amsberg, né en 1926 au manoir de Dützingen près de Hitzacker (Hanovre), reçoit le titre de jonkheer et prince des Pays-Bas (jouissant du prédicat « Son Altesse Royale ») de la reine Juliana des Pays-Bas le 16 février 1966, après ses fiançailles avec la princesse Beatrix. Le couple se marie le 10 mars 1966 à Amsterdam. Conjoint de la reine des Pays-Bas de 1980 jusqu'à sa mort en 2002, Claus von Amsberg et ses descendants appartiennent désormais à la haute noblesse européenne en tant que membres de la maison d'Orange-Nassau.

## Chefs de la maison
1. Jürgen Amtsberg (vers 1640–1686)
2. Jürgen Amtsberg (1680-1756)
3. Georg Amtsberg (1717-1772)
4. Johann David von Amsberg (1747-1820)
5. Joachim Karl von Amsberg (1777-1842)
6. Gabriel Ludwig von Amsberg (1822-1899)
7. Wilhelm von Amsberg (1856-1929)
8. Claus Felix von Amsberg (1890-1953)
9. Claus von Amsberg (1926-2002)
10. Willem-Alexander des Pays-Bas (né en 1967)

## Héritier présomptif
Selon la loi de primogéniture agnatique répandue dans les États allemands, les successeurs en tant que chefs de famille sont :
- Constantijn (né en 1969), frère du précédent
- Claus-Casimir (né en 2004), fils du précédent

## Pour approfondir